# Angelika Amon
Angelika Amon, (Viena, Austria, 10 de enero de 1967-29 de octubre de 2020) fue una bióloga celular y molecular austro-estadounidense, profesora en el centro de investigación del Cáncer Kathleen and Curtis Marble en el Instituto Tecnológico de Massachusetts (MIT) en Cambridge, Massachusetts, Estados Unidos. La investigación de Amon se enfocó en cómo los cromosomas están regulados, duplicados, y particionados en el ciclo celular. Recibió un Premio Breakthrough de 2019 en Ciencias de la Vida por su trabajo sobre cómo la aneuploidía (tener un número anormal de cromosomas) afecta a las células normales y cancerosas.

## Antecedente
Amon tuvo un interés temprano en la biología animal y de las plantas desde niña, manteniendo una libreta llena de recortes de periódicos, y estuvo motivada a estudiar biología después de aprender sobre genética Mendeliana en la secundaria. Recibió su grado académico de la Universidad de Viena y continuó su trabajo doctoral allí bajo la dirección del profesor Kim Nasmyth en el Instituto de Investigación de Patología Molecular, recibiendo su título de doctorado en 1993. Completó una beca posdoctoral de dos años en el Instituto de Whitehead  en Cambridge, Massachusetts y fue posteriormente nombrada miembro de Whitehead por tres años. Se unió al Centro de MIT para la investigación del cáncer y al Departamento de biología de MIT en 1999 y fue promovida a profesora de tiempo completo en 2007.
Amon Ganó un Premio presidencial de carrera temprana para científicos e ingenieros en 1998, fue nombrada como una investigadora asociada en el Instituto Médico Howard Hughes en el 2000, y fue quien recibió en el 2003 el premio de la Fundación de Ciencia Nacional  Alan T. Waterman. Amon también compartió en el 2007 el premio Paul Marks por investigación en cáncer y ganó en el 2008 el Premio de en Biología Molecular de la Academia Nacional de Ciencias. Fue elegida por la Academia americana de artes y ciencias en 2017.
Fue miembro del consejo editorial para  Current Biology, Biología Actual. Amon estuvo casada y tiene dos hijas. Falleció el 29 de octubre de 2020 a los 53 años a causa de un cáncer.

## Investigación
Amon ha investigado cómo las células controlan y organizan la segregación de los cromosomas durante la división celular. Más específicamente, su investigación examina la regulación de la salida de la mitosis, la regulación del ciclo celular meióticoo, y los efectos de la aneuploidía en la fisiología normal y la tumorigénesis.
Como estudiante bajo la dirección de Nasmyth, Amon demostró que la proteína quinasa CDC28 no es requerido para la transición de metafase a anafase que la proteólisis de CLB2 continúa hasta reactivación de CDC28 hacia el fin de G1.
El laboratorio de Amon principalmente investiga levadura (Saccharomyces cerevisiae) como modelo para el entendimiento de los controles que gobierna la progresión del ciclo celular. Como miembro de Whitehead, su equipo descubrió que el CDC20 juega una rol crucial en la división celular. Su equipo en Whitehead identificó una interacción entre fosfatasa y el CDC14 el cual inicia la salida de células de la mitosis a la fase G1. El equipo de Amon demostró que el CDC20 es la proteína de objetivo en el punto de control durante la mitosis.
En trabajos más recientes de Amon se ha investigado el control de segregación de cromosoma y cómo los cromosomas son transmitidos con exactitud a gametos en la meiosis examinando las redes reguladoras de genes. Identificó dos redes reguladoras (FEAR y MEN) que promueven la liberación de CDC14 la cual tiene el potencial de identificar los mecanismos que controlan las etapas finales del ciclo celular mitótico.
Su grupo de investigación recientemente creó células de levadura haploides que contienen copias extras de cromosomas y descubrió que estas cepas aneuploides obtienen fenotipos independientes de la identidad del cromosoma adicional como defectos en progresión del ciclo de la célula, incremento de las demandas de energía, e interferencia con la biosíntesis de proteínas. Amon También ha examinado trisomía en el ratón como modelo de fisiología y crecimiento celular en mamíferos y  demostró que los aneuploides de mamíferos resultaron con una respuesta de tensión análoga a levadura aneuploide. La investigación aneuploide de Amon tiene aplicaciones potenciales a la investigación del cáncer.

## Vida personal
Amon estaba casada con Johannes Weis, con quien tuvo dos hijas (Theresa y Clara).  Falleció el 29 de octubre de 2020 a la edad de 53 años luego de sufrir cáncer de ovario durante dos años y medio.